# Хиноде
Хиноде (яп. 日の出町 Хинодэ-мати) — посёлок в Японии, находящийся в уезде Ниситама префектуры Токио. Площадь посёлка составляет 28,08 км², население — 17 048 человек (1 октября 2020), плотность населения — 607,12 чел./км².

## Географическое положение
Посёлок расположен на острове Хонсю в префектуре Токио региона Канто. С ним граничат города Оме, Акируно.

## Население
Население посёлка составляет 17 048 человек (1 октября 2020), а плотность — 607,12 чел./км². Изменение численности населения с 1980 по 2005 годы:
| 1980 | 13 854 чел. |  |
| 1985 | 15 787 чел. |  |
| 1990 | 16 444 чел. |  |
| 1995 | 16 701 чел. |  |
| 2000 | 16 631 чел. |  |
| 2005 | 15 941 чел. |  |

## Символика
Деревом посёлка считается пихта твёрдая, цветком — глициния, птицей — Cettia diphone.